# 沈瑞洲故居
31°29′25″N 120°17′01″E / 31.49039°N 120.28366°E
沈瑞洲故居，位于中华人民共和国江苏省无锡市滨湖区雪浪街道方桥村方桥街上52号，是无锡市文物保护单位。

## 历史
1919年，沈和生在此地修建住宅。1930年代初，“桐油大王”沈瑞洲翻建。故居面阔五间、现存四进，门楼与照壁已废。2003年，无锡市人民政府公布其为无锡市文物保护单位。